# 스타디오 올림피코 그란데 토리노
스타디오 올림피코 그란데 토리노(이탈리아어: Stadio Olimpico Grande Torino)는 이탈리아 토리노에 위치한 다목적 경기장으로 27,958명을 수용할 수 있다.
1934년 FIFA 월드컵 경기장으로 건설되었다. 처음에는 스타디오 무솔리니(Stadio Mussolini)라는 이름으로 불렀지만 제2차 세계 대전 이후부터 스타디오 코무날레(Stadio Comunale)라는 이름으로 바뀌게 된다. 2006년 토리노 동계 올림픽(2006년 2월 10일 ~ 2월 26일)을 앞두고 보수 공사를 진행했으며 동계 올림픽 개막식과 폐막식이 이 곳에서 열렸다.
동계 올림픽 폐막 이후부터는 토리노 FC의 홈 구장으로 사용되고 있으며 한때는 유벤투스의 홈 구장으로 사용되기도 했다.

## 사진

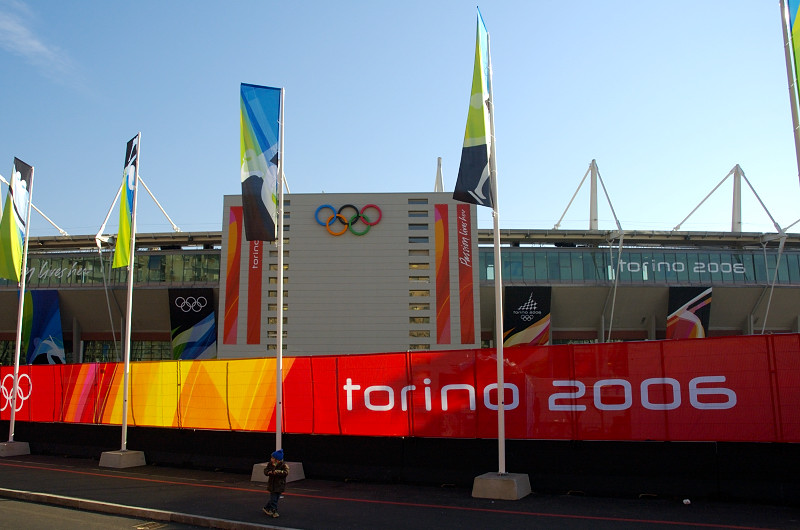
2006년 동계 올림픽 당시 경기장
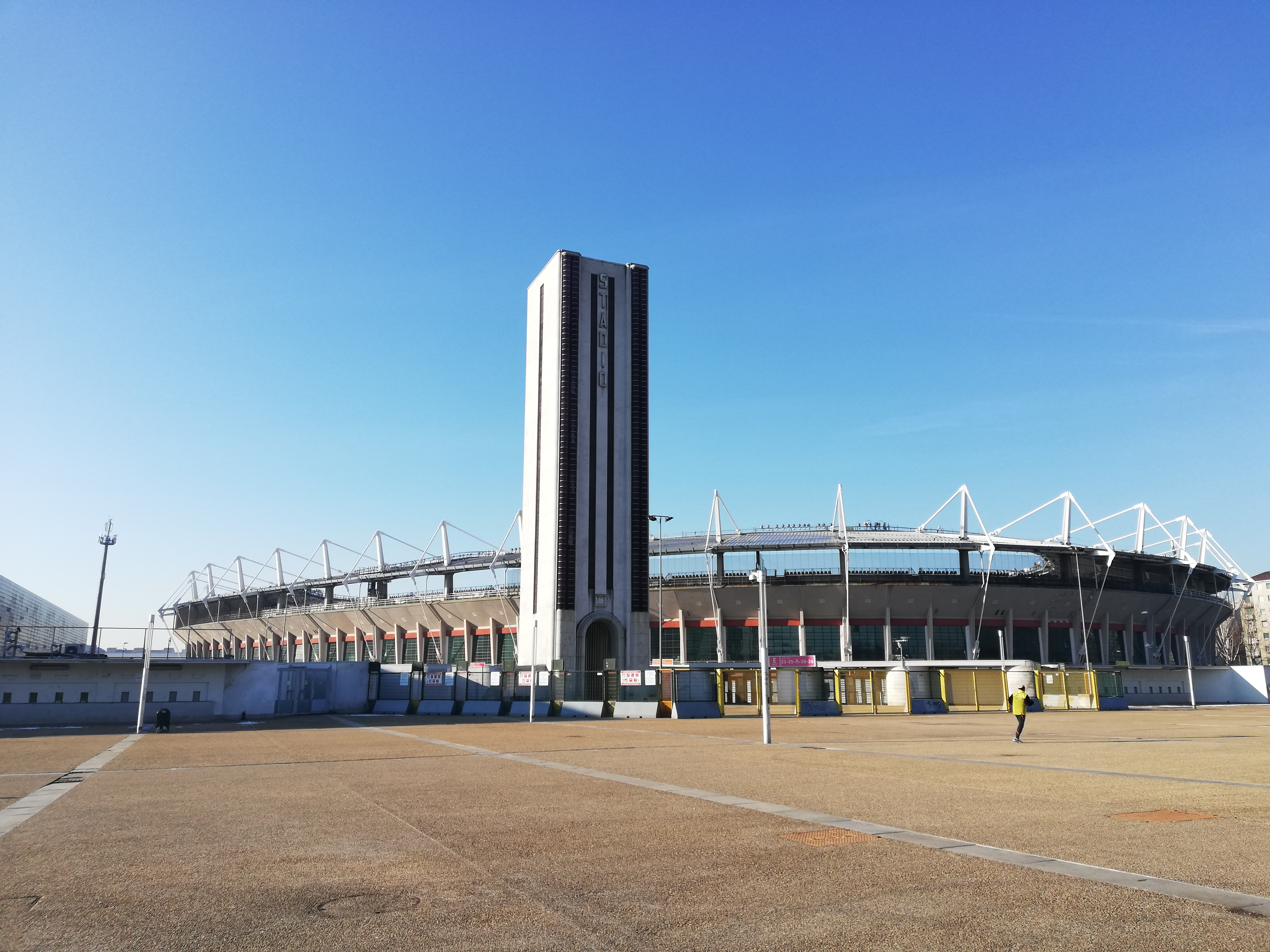
경기장 외부
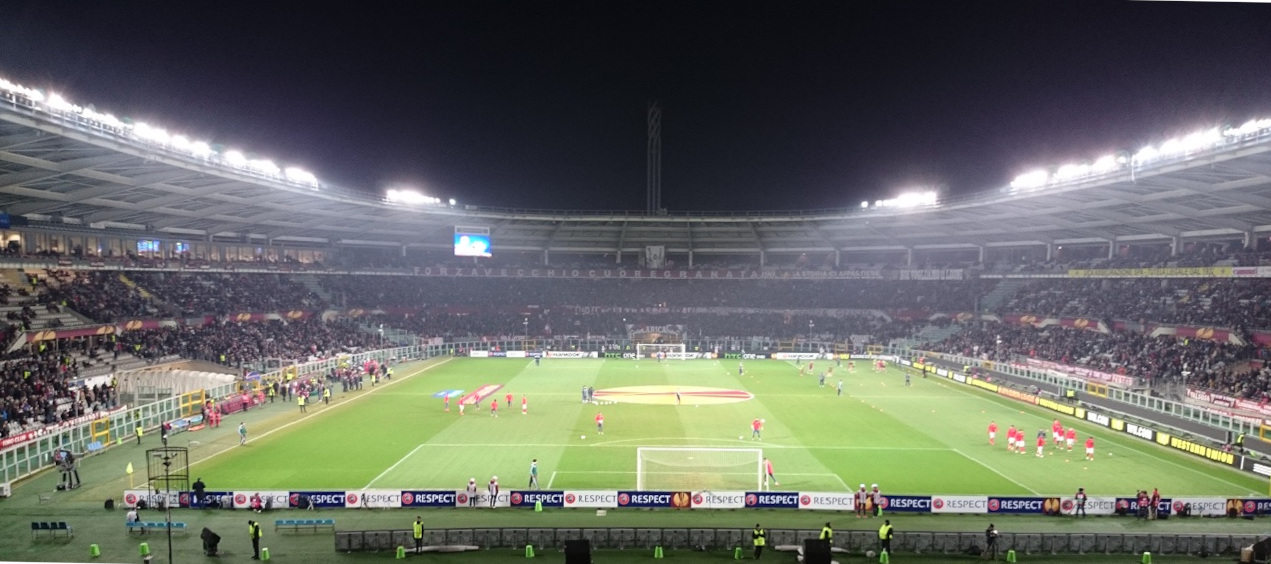
경기장 내부
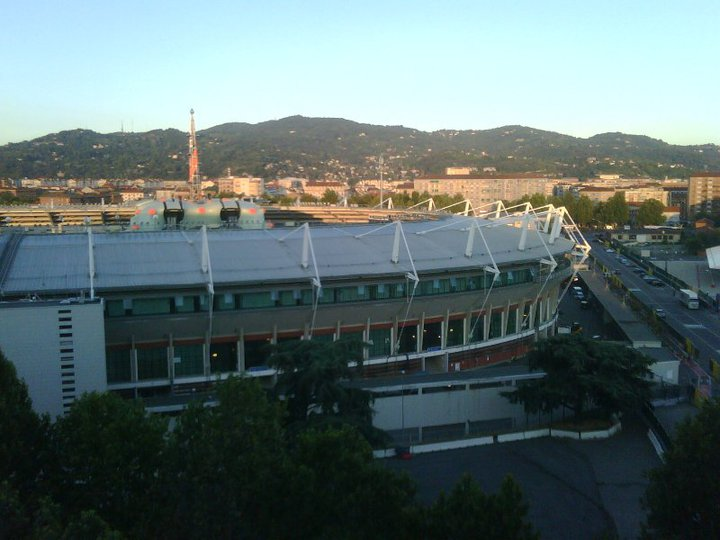
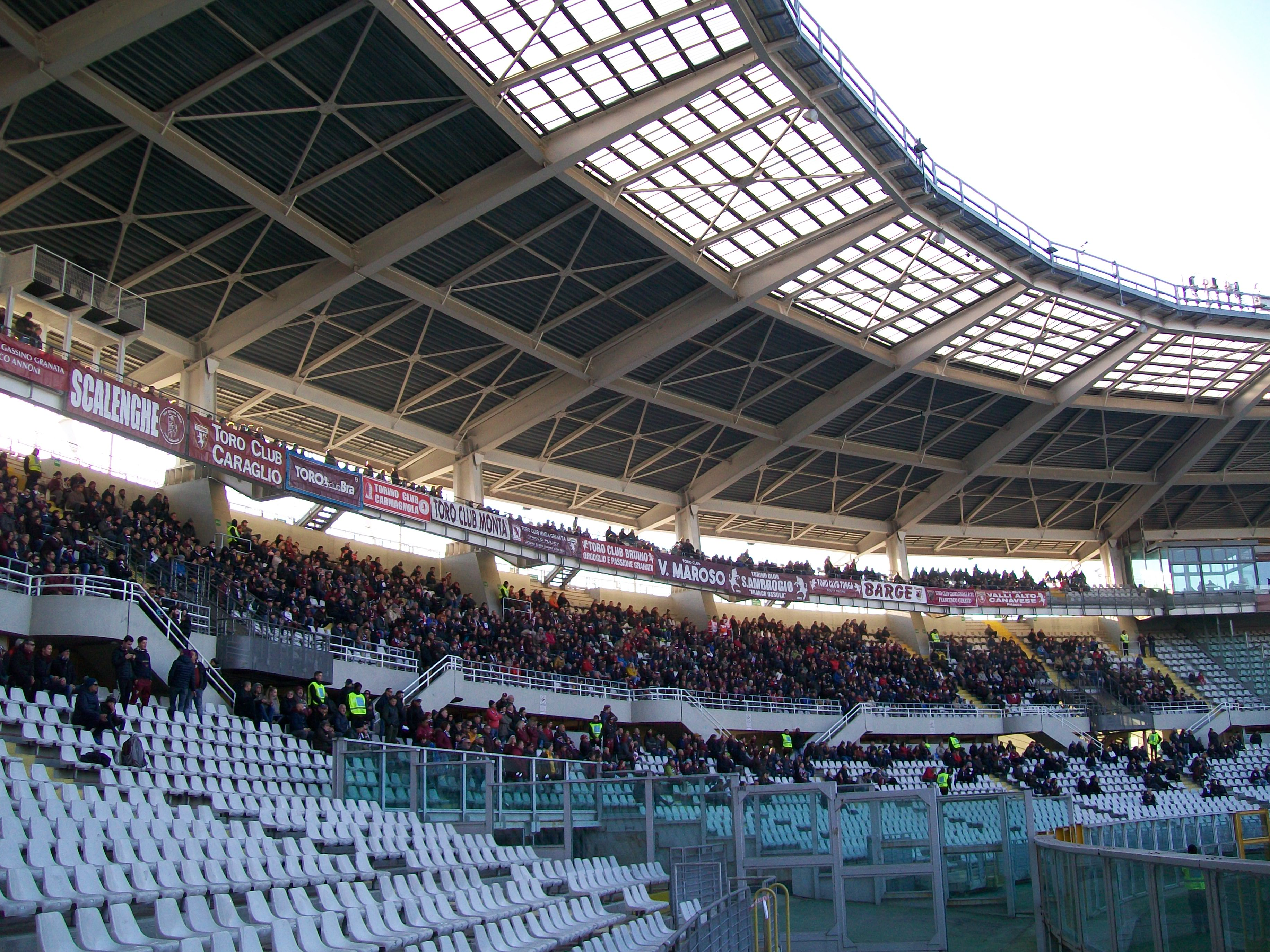

## 기록

### 1934년 FIFA 월드컵
| 날짜            | 팀 1       | 스코어 | 팀 2           | 라운드 |
| --------------- | ---------- | ------ | -------------- | ------ |
| 1934년 5월 27일 | 오스트리아 | 3 - 2  | 프랑스         | 16강   |
| 1934년 5월 31일 | 스위스     | 2- 3   | 체코슬로바키아 | 16강   |